# بطل جمهورية لوغانسك
بطل جمهورية لوغانسك الشعبية - أعلى جائزة لجمهورية لوغانسك الشعبية التي نصبت بنفسها ، تم تشكيلها في إقليم أوكرانيا المعترف به دوليًا. تأسست في 14 مايو 2018 ، وتم منحها في مارس - أكتوبر 2022 ، وتوقفت الجوائز بعد الضم الروسي لمنطقة لوغانسك.

## الفائزون
- فلاديمير سيرجيفيتش (16 مارس 2022 ؛ رقم 1)
- كولشانوفسكي ، نيكولاي (16 مارس 2022 ؛ رقم 2)
- ريجوف ، مكسيم (16 مارس 2022 ؛ رقم 3)
- كورتشجين ، أليكسي (17 أبريل 2022)
- كوزنتسوف ، ألكساندر (17 أبريل 2022)
- ميرون ، ديمتري (17 أبريل 2022)
- أباتشيف ، إسعيد الله عبد المؤمنوفيتش (20 أبريل 2022)
- تشيرنوخو ، ميخائيل (27 يونيو 2022 ؛ بعد وفاته)
- تشيرنيكوف ، دينيس (27 يونيو 2022)
- شاتالين ، يفجيني (27 يونيو 2022)
- سكوري ، أندري (18 يوليو 2022)
- قديروف ، رمضان أخماتوفيتش (3 أغسطس 2022)
- علاء الدينوف ، أبتي أرونوفيتش (3 أغسطس 2022)
- شلايف ، زميد عليفيتش (3 أغسطس 2022)
- بريجوزين ، إيفجيني فيكتوروفيتش (سبتمبر 2022؟)

## النقد
وفقًا ليوري شوليبا ، وهو محام روسي وأوكراني ، ومؤلف كتاب "كيف يقتل بوتين في الخارج" ، فإن الفائزين بجائزة بطل LPR هم "مخادعون عنيدون ، قتلة متسلسلون ومجرمون متكررون".